# Малкий Іскир
Малки́й Іскир (болг. Малки Искър) — село в Софійській області Болгарії. Входить до складу общини Єтрополе.

## Населення
За даними перепису населення 2011 року у селі проживали 319 осіб.
Національний склад населення села:
| Національність   | Кількість осіб | Відсоток |
| ---------------- | -------------- | -------- |
| болгари          | 272            | 85,3%    |
| цигани           | 44             | 13,8%    |
| Всього відповіли | 319            |          |

Розподіл населення за віком у 2011 році:
Динаміка населення: